# Molophilus (Molophilus) diceros
Molophilus (Molophilus) diceros is een tweevleugelige uit de familie steltmuggen (Limoniidae). De soort komt voor in het Neotropisch gebied.